# 国際拠点港湾
国際拠点港湾（こくさいきょてんこうわん）は、重要港湾のうち国際海上輸送網の拠点として特に重要として政令により定められていた港湾（港湾法2条2号）。全国の18港が指定されており、2011年4月1日に特定重要港湾から名称変更された。その際、旧・特定重要港湾23港のうち5港は国際拠点港湾よりも上位となる国際戦略港湾に指定された。国際戦略港湾、国際拠点港湾の中で、国際コンテナハブ機能の求められる港湾を「指定港湾」（スーパー中枢港湾）として指定している。

## 国際拠点港湾一覧
※カッコ内は港湾管理者/特定重要港湾指定年月日
- 北海道
  - 苫小牧港（苫小牧港管理組合/1981年5月26日）
  - 室蘭港（室蘭市/1965年4月1日）
- 東北
  - 仙台塩釜港（宮城県/2001年4月1日）
- 関東
  - 千葉港（千葉県/1965年4月1日）
- 北陸
  - 新潟港（新潟県/1967年6月1日）
  - 伏木富山港（富山県/1986年6月17日）
- 中部
  - 清水港（静岡県/1952年2月1日）
  - 名古屋港（名古屋港管理組合/1951年9月22日）　※指定港湾（スーパー中枢港湾）
  - 四日市港（四日市港管理組合/1952年2月1日）　※指定港湾（スーパー中枢港湾）
- 近畿
  - 堺泉北港（大阪府/1962年7月1日）
  - 和歌山下津港（和歌山県/1965年4月1日）
  - 姫路港（兵庫県/1967年6月1日）
- 中国
  - 水島港（岡山県/2003年4月1日）
  - 広島港（広島県/1992年6月3日）
  - 徳山下松港（山口県/1965年4月1日）
  - 下関港（下関市/1951年9月22日）
- 九州
  - 北九州港（北九州市/1951年9月22日）
  - 博多港（福岡市/1990年7月20日）